# Kelvin Amian
Kelvin Amian Adou (* 8. Februar 1998 in Toulouse) ist ein französisch-ivorischer Fußballspieler, der aktuell in der Abwehr des FC Nantes spielt.

## Karriere

### Verein
Amian spielte zu Beginn seiner Karriere beim Balma SC, ehe er 2007 in die Jugendakademie des FC Toulouse wechselte. 2016 unterschrieb er bei Toulouse seinen ersten professionellen Vertrag beim FCT. Sein Debüt gab er am 14. August in der Saison 2016/17 (1. Spieltag), als er beim 0:0 gegen Olympique Marseille über die volle Spiellänge auf dem Feld stand. Gegen Ende der Saison war er Stammkraft bei Toulouse und spielte in jener Saison 22 Mal in der Ligue 1. In der Folgesaison spielte er 36 Mal in der Liga und einmal in der Relegation. Sein erstes Tor machte er beim 1:1 gegen den FC Metz. In der Saison 2018/19 spielte er 32 Mal in der Ligue 1. In der darauf folgenden Saison spielte er 20 Mal in der Liga. Am Ende der Saison stieg er mit Toulouse in die Ligue 2 ab, nachdem eine klare Mehrzahl für den Abstieg nach dem Abbruch der Saison gestimmt hatte. Er blieb dem Klub jedoch treu, war weiterhin Stammspieler und spielte insgesamt 36 Mal, wobei er drei Treffer erzielte.
Mitte Juli wechselte Amian nach Italien zum Erstligisten Spezia Calcio. Sein Debüt in der Serie A gab er am 23. August 2021 (1. Spieltag) bei einem 2:2-Unentschieden gegen Cagliari Calcio, als er in der Startelf stand und direkt seine erste Torvorlage gab.
Im Januar 2024 wechselte Amian zum FC Nantes.

### Nationalmannschaft
Amian spielte bereits für diverse Nationalmannschaften von Frankreich. Für die U21-Nationalmannschaft spielte er zwischen Juni 2017 und Oktober 2019 16 Mal, wobei er einmal traf.